# حزب الجنوب اللامركزي
حزب الجنوب اللامركزي (بالإسبانية: Partido Descentralista del Sur) كان حزباً سياسياً في بيرو. تأسس عام 1931. نشر الحزب صحيفة نويسترا تييرا.